# Neobuxbaumia laui
Neobuxbaumia laui ist eine Pflanzenart aus der Gattung Neobuxbaumia in der Familie der Kakteengewächse (Cactaceae).

## Beschreibung
Neobuxbaumia laui wächst mit drei bis sechs parallelen, aufrechten
Trieben von 7 bis 12 Metern Wuchshöhe. Es wird ein deutlicher Stamm von 2 Metern Länge und einem Durchmesser von 10 Zentimetern ausgebildet. Die dunkelgrünen, glatten Triebe sind 4 bis 6 Meter lang und weisen Durchmesser bis zu 10 Zentimetern auf. Die 29 bis 31 Rippen sind zwischen den Areolen nicht eingedellt. Die kreisrunden Areolen sind anfangs gräulich weiß und werden später dunkelgrau bis schwärzlich grau. Sie stehen 3,5 bis 5 Millimeter voneinander entfernt. Die etwa zehn Dornen, von denen drei bis vier länger als die anderen sind, können nicht in Mittel- und Randdornen unterschieden werden. Die dünnen, nadeligen, geraden und biegsamen Dornen sind schwarz bis gräulich weiß. Sie werden bis 3 Zentimeter lang.
Die zahlreichen Blüten erscheinen in der Nähe der Triebspitzen, öffnen sich in der Nacht und bleiben bis weit in den nächsten Morgen hinein geöffnet. Sie sind rötlich weißen, bis 3,5 Zentimeter lang und erreichen Durchmesser von 1,3 Zentimetern. Die ellipsoiden, roten Früchte sind 2,5 bis 3 Zentimeter lang und erreichen ebensolche Durchmesser.

## Verbreitung und Systematik
Neobuxbaumia laui ist im mexikanischen Bundesstaat Oaxaca bei Santiago Nuyoo verbreitet.
Die Erstbeschreibung als Carnegiea laui erfolgte 1992 durch Paul V. Heath. Jedoch war der Name nach den Regeln des Internationalen Codes der Botanischen Nomenklatur ungültig (Artikel 37.4). David Richard Hunt stellte die Art 1997 in die Gattung Neobuxbaumia.

## Nachweise